# Université d'Örebro
L'université d'Örebro (en suédois, Örebro universitet, ÖU ou ORU) est une université suédoise, située à Örebro.

## Histoire
L'activité universitaire dans la ville a commencé dans les années 1960, lorsque l'université d'Uppsala commença à y donner des cours. En 1977, ces activités débouchèrent sur la formation d'une högskola indépendante : Högskolan i Örebro. Elle devint une véritable université en 1999.

## Anciens élèves célèbres
- Stefan Borsch (1947-) : chanteur du groupe Vikingarna ;
- Sven-Göran Eriksson (1948-2024) : entraîneur de football ;
- Göran Persson (1949-) : ancien premier ministre ;
- Sten Tolgfors (1966) : ancien ministre ;
- Fredrick Federley (1978- ): député européen ;
- Margunn Bjørnholt (1958-), sociologue et économiste